# Gregory Cajete
 (mai 2020).
Gregory A. Cajete est un écrivain et professeur tewa (en) originaire de Santa Clara Pueblo au Nouveau-Mexique. Professeur à l'université du Nouveau-Mexique, il est un pionnier dans la recherche de conciliation entre les perspectives amérindiennes des sciences et le système éducatif occidental.
Il est actuellement[Quand ?] le directeur du Native American Studies program et membre de la New Mexico Arts Commission.

## Biographie
Cajete obtient un B.A. en biologie et sociologie de la New Mexico Highlands University (en), avec mineure en enseignement secondaire. Il fait par la suite une M.A. à l'université du Nouveau-Mexique, puis un doctorat à l'International College (Los Angeles) (en).
Pendant 21 ans, il enseigne à l'Institute of American Indian Arts de Santa Fe.